# Marano di Napoli
Marano di Napoli, anche abbreviato in Marano (Marano 'e Napule in napoletano), è un comune italiano di 57 658 abitanti della città metropolitana di Napoli in Campania. Posto in parte sulla collina dei Camaldoli, è uno dei comuni più popolosi e fa parte del territorio denominato agro giuglianese.

## Geografia fisica

### Territorio
La città si estende su di un territorio collinoso di 15,45 km² a 151 metri sul livello del mare. L'area su cui sorge è relativamente molto giovane geologicamente in quanto si è formata circa 11.000 anni fa (corrispondente al terzo e ultimo dei periodi geologici della zona flegrea). Marano è situata a nord-ovest di Napoli, essa dista all'incirca 8 km dall'Asse Mediano e una decina di km dalla Tangenziale di Napoli. Infine la città dista appena dieci chilometri dall'aeroporto internazionale di Napoli-Capodichino.

### Clima
È presente il clima mediterraneo, le estati sono lunghe e fresche ma la maggior parte umide per via delle perturbazioni provenienti dall'Africa, mentre gli inverni sono relativamente miti ma con intense precipitazioni tra ottobre e gennaio a causa dell'aria umida proveniente dal mar Tirreno, non sono escluse delle giornate molto fredde per la provenienza di correnti artiche dalla Russia facendo così precipitare anche per parecchi giorni temperature intorno o al di sotto dello 0°. Le temperature medie invernali sono di solito inferiori ai 10 °C. Le medie estive sono di 26 °C con valori massimi che possono raggiungere i 38 °C con alto tasso d'umidità.

## Origini del nome
L'origine del nome Marano è sconosciuta; si ipotizza che l'etimologia del nome sia osco-sannita, da Marahieis-Marana, cioè "scendere con violenza" (per la prorompenza delle acque piovane che, dalla collina di San Rocco, defluivano verso valle).
In alternativa, si ritiene che rappresenti un toponimo prediale (o anche detto fondiario) che deriva da un nome latino (in genere corrispondente al gentilizio). Marano quindi deriverebbe dal tardo latino Marianum che ha all'origine il nome Marius, soggetto al quale è stata assegnata una proprietà fondiaria, il praedium Marianum appunto.
Successivamente si è aggiunta la dicitura di Napoli per distinguerla dalle altre città italiane con lo stesso nome, anch'esse probabilmente proprietà fondiarie di un Marius.

## Storia
Il territorio maranese mostra tracce antropologiche risalenti all'età neolitica, il che ci dice come questo territorio sia stato abitato già da tempi molto lontani: difatti sono stati ritrovati insediamenti databili all'incirca 8.000 anni fa (lungo la direttrice Marano-San Rocco). Del periodo Osco-Sannita troviamo tracce soprattutto nella zona di Masseria Spinosa, Vallesana e Monteleone; tuttavia la maggior parte di esse sono state distrutte nel tempo, lasciando visibili oggi solo tre strade ancora percorribili, ovvero Cupa dei Cani, Pendine e Cupa Orlando.
Col periodo romano abbiamo una vera e propria fioritura dell'area divenuta crocevia di attività economiche, ludiche e religiose, in quanto situata lungo la deviazione Consularis Campana che collegava Pozzuoli (importante porto commerciale nel periodo imperiale) a Capua (a sua volta collegata a Roma con la via Appia).
Del periodo romano testimonianze evidenti sono il Mausoleo del Ciaurro (la più importante opera architettonica di tipo funerario in Campania) e cinque statue conservate al Museo Archeologico Nazionale di Napoli raffiguranti un liberto di nome Dama, la moglie Terzia (entrambi appartenuti all'imperatore Tiberio), Ercole e due fauni. In seguito alla caduta dell'Impero Romano d'Occidente, e alla perdita di potere dell'Impero Romano d'Oriente nella regione, entrò a far parte prima del Regno di Sicilia e poi del Regno di Napoli.
In questi secoli sorsero i nuclei originari della città: un villaggio denominato Balisano (o Vallesana), un altro che era il vero e proprio casale di Marano (e quindi identificabile nel centro storico) e il casale di Turris Marano (o Marano delle Torri) nei pressi di Monteleone. Proprio nella zona di Monteleone l'imperatore Federico II fece edificare un castello adibito a residenza di caccia che, tuttavia, alla sua morte fu incendiato a causa di una sollevazione popolare; fu fatto ricostruire dal re Carlo I D'Angiò nel 1275, il quale costrinse sessanta famiglie a risiedere nelle vicinanze dello stesso, fondando di fatto la frazione denominata San Rocco.
Con la venuta a Napoli degli spagnoli, Marano si trasformò in un cantiere cambiando il proprio volto. Nel 1630, oltre a comprendere il suo storico territorio, la città inglobava Quarto e il territorio dell'attuale Monterusciello. Inoltre sino a questa data, Marano faceva parte dei casali demaniali di Napoli; tuttavia gli organi di governo, a causa delle difficoltà finanziarie dello Stato, decisero di alienare il casale, insieme ad altri, per ingrossare le casse. Il casale fu dunque venduto ad Antonio Manriquez, marchese di Cirella, al quale successe il figlio Diego nel 1631. A Diego successe la sorella Caterina (nel 1637) e alla sua morte, nel 1690, ad Eufrasia Serbellone (figlia di Caterina Manriquez). Dal 1704, Marano passerà ai nobili Caracciolo.
Nel 1806, a seguito della riforma amministrativa operata sotto il regno napoletano di Giuseppe Bonaparte, il feudo fu abolito per far spazio alla nascente amministrazione comunale maranese. Dal 1809, Marano è sede di Pretura (divenuto Giudice di pace con la riforma del 1991).
In seguito Marano seguirà le sorti dapprima del Regno delle Due Sicilie e poi dell'Italia. Con la legge elettorale del 1860, il comune di Marano diventa sezione elettorale, comprendente anche il comune di Chiaiano ed Uniti (oggi quartiere di Napoli) e Calvizzano (dal 1865). Nel 1877, per Regio Decreto di Vittorio Emanuele II, dalla sua sezione elettorale verrà distaccato il comune di Chiaiano, mentre nel 1884, per Regio Decreto di Umberto I, verrà distaccato il comune di Calvizzano.
Nel 1948, la frazione di Quarto ottenne l'indipendenza, formando un comune autonomo (oggi chiamato Quarto Flegreo).
Nel 1981, ottenne il titolo di città da parte dell'allora Presidente della Repubblica Sandro Pertini.
Negli anni 80', la città è divenuta nota nelle cronache locali in quanto vi era localizzato il clan Nuvoletta, clan camorristico che, nella compagine della Nuova Famiglia, si contrapponeva alla NCO di Raffaele Cutolo durante la Faida di camorra del tempo. La presenza di famiglie camorristiche in zona (Nuvoletta, Orlando, Polverino) ha più di una volta influenzato le capacità amministrative del Comune, che è stato sciolto ben quattro volte per infiltrazioni camorristiche dal 1991 (anno in cui è entrata in vigore la legge in merito).

### Simboli
Nello stemma di Marano di Napoli è raffigurato un albero di tiglio su un prato verde, affiancato da un putto alato. Il gonfalone è costituito da un drappo di azzurro.

## Monumenti e luoghi d'interesse

### Architetture religiose

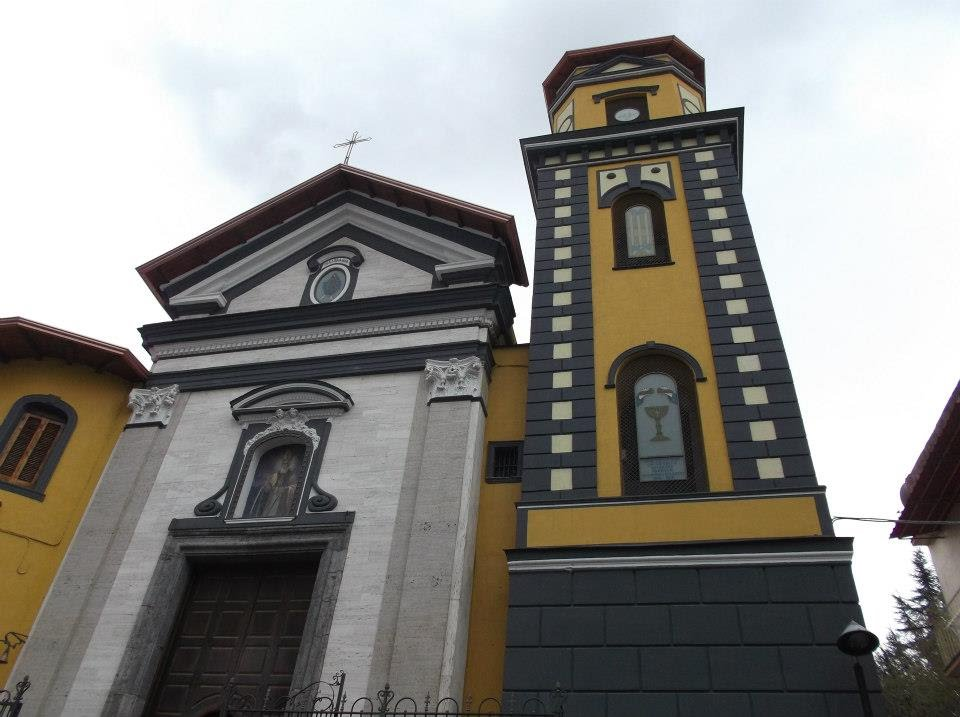
Chiesa Madre di San Castrese.

Le chiese presenti nel territorio del comune sono:
- Chiesa Madre di San Castrese, eretta intorno al 1600, presenta tre navate e una fonte battesimale a pianta ottagonale[26]
- Chiesa dell'Annunziata, costruita tra il 1550 e il 1666
- Chiesa dello Spirito Santo (XVI secolo)
- Chiesa di San Ludovico d'Angiò (1972)
- Chiesa dell'Immacolata
- Chiesa di Sant'Alfonso Maria de' Liguori
- Chiesa di San Rocco
- Chiesa di Gesù Cristo Re e Santa Maria ad Montes
- Complesso dell'Eremo di Santa Maria di Pietraspaccata, complesso religioso parzialmente scavato nella collina dei Camaldoli
- Cappella di Santa Maria del Castello
- Cappella di San Raffaele
- Cappella di San Marco
- Cappella del Sacro Cuore di Gesù
- Chiesa francescana di Santa Maria degli Angeli, nata nel 1609

### Aree archeologiche

#### Ciaurro

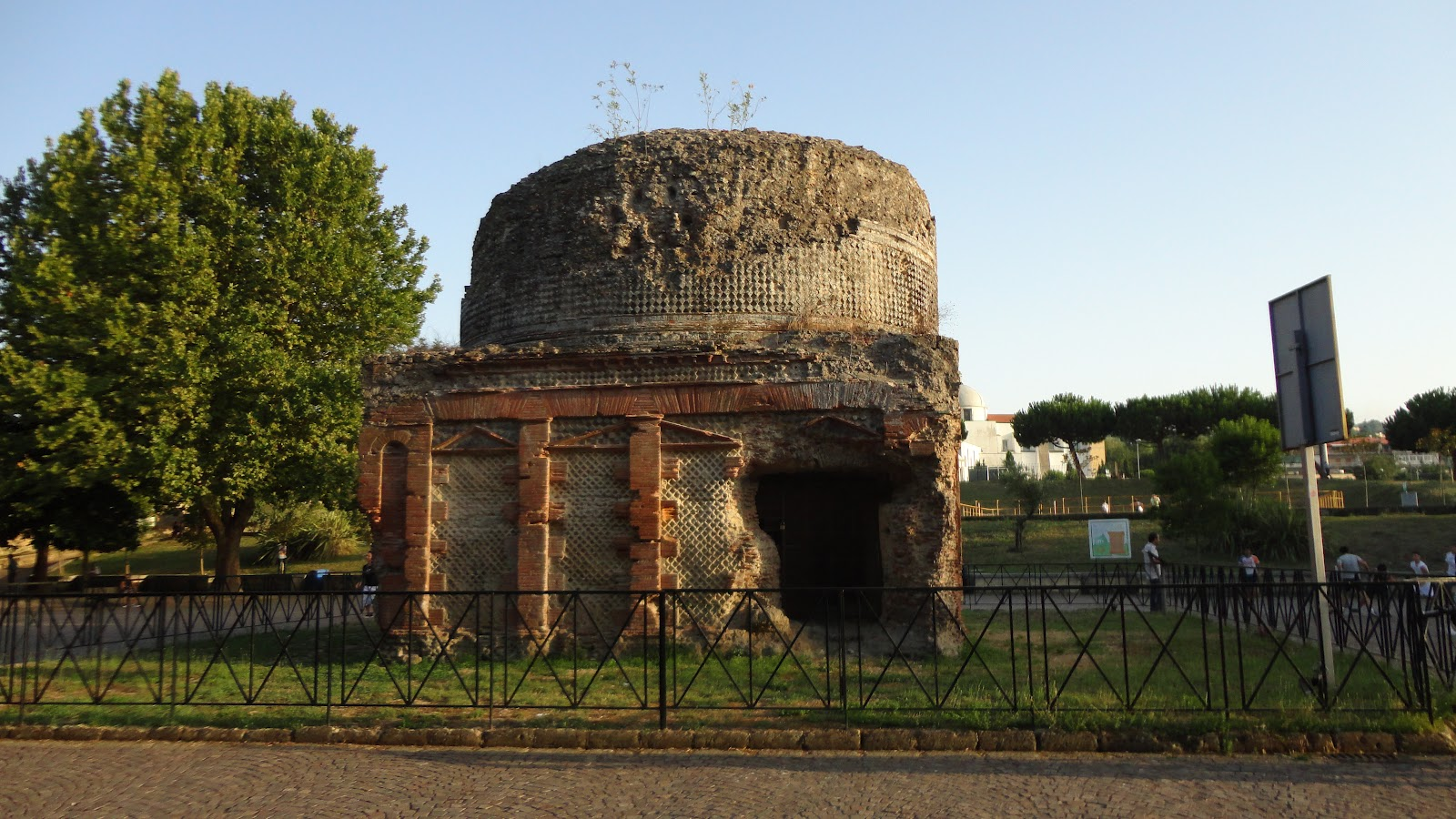
Mausoleo del Ciaurro.

Situato in via Guglielmo Pepe, è un mausoleo di epoca romana risalente, probabilmente, al I-II secolo d.C.. La scoperta del Ciaurro fu fatta per caso da dei ragazzini, anche se già si era consapevoli della sua esistenza. Inizialmente fu usato come fienile, e poi come deposito. Ma fu solo nel corso del secolo scorso (XX sec.) che il monumento venne tutelato e valorizzato. Attualmente è inserito nella villa comunale a cui dà il nome, costruita ad hoc per il monumento.
Il Ciaurro occupa un'area di circa 400 m²; le sue pareti presentano delle nicchie, le quali contenevano le urne cinerarie. Le pareti, come anche le nicchie, sono di tufo, forse proveniente dalla collina dei Camaldoli, mentre il perimetro dell'entrata, come anche quello della finestra, è fatto con mattoni di cotto i quali, dopo un'attenta analisi, sono risultati provenire dai Campi Flegrei (visto che il terreno presenta molte tracce di zolfo). Nelle pareti di tufo sono intarsiati dei rombi.
Una volta il Ciaurro presentava anche una grande cupola, distrutta, poi, dagli agenti atmosferici. Il crollo della cupola decretò solamente la rottura del pavimento e non il crollo dell'intero vano, salvando così il secondo piano. L'unico piano intatto è il piano terra, il quale si trova a circa 3 metri sotto il livello attuale del terreno.
A tutt'oggi non si sa bene chi vi fosse stato sepolto, ma sono state fatte nel tempo diverse supposizioni; la più accreditata è quella che vede in Tirone, uomo politico, oratore e discepolo di Cicerone, il proprietario del monumento. L'unica cosa di valore ad essere ritrovata (a parte l'intera struttura) è un cofanetto ornato con all'interno 30 monete d'argento.

#### Ciauriello
Il Ciauriello è una villa romana, risalente a un periodo tra il I e il IV secolo d.C., presente nel cosiddetto Bosco della Salandra. Della villa, sono arrivati a noi pezzi di opus reticulatum e le cisterne per l'acqua.
Il suo nome è di origine araba: come il Ciaurro, deriva dall'arabo "tjaurr", che significa infedele (termine con cui i saraceni indicavano tutti i resti romani, perché pagani); il vezzeggiativo è dato dal fatto che, come resti, sono di dimensione inferiore al Ciaurro.
Il Ciauriello, oggigiorno, è in rovina.

### Aree naturali

#### Bosco della Salandra
Nell'area compresa tra la Piana di Quarto e la Collina dei Camaldoli, Marano presenta un bosco di faggi, denominato Bosco della Salandra.
Il bosco presenta diverse peculiarità e non pochi resti archeologici. Nel bosco è presente anche una grotta, detta Grotta del Brigante, che fu rifugio per il brigante Alfonso Cerulo, che seminò il terrore in zona in epoca post-unitaria, tra il 1863 e il 1867. La grotta in questione è stata utilizzata anche in periodi ancora più remoti: è presente infatti una incisione realizzata da un frate gesuita nel 1615.
Il bosco è tutelato dalla Soprintendenza ai Beni Culturali dal 2010, ma sin dagli anni 90' è nel degrado: non sono pochi gli sversamenti illeciti di rifiuti e i tagli abusivi degli alberi per ricavare legname. La stessa grotta del brigante Cerulo è stata una discarica abusiva di amianto. Dal 2023 l'associazione No-Profit "Salandra Lovers" si occupa della manutenzione e della pulizia dei sentieri del Bosco, organizzando periodicamente degli eventi alla riscoperta dei reperti archeologici.
Nella zona del bosco è presente anche l'Eremo di Santa Maria di Pietraspaccata. Un eremo semi-rupestre, che ospitato nel corso dei secoli numerosi frati, oggi in condizioni di assoluto degrado. Il bene è di proprietà della Curia di Pozzuoli e nessuna iniziativa - tesa alla sua salvaguardia - ha finora sortito gli effetti sperati. L'eremo, infatti, è tuttora a rischio crollo.

### Architetture civili

Palazzo Merolla

La città di Marano ha anche due palazzi storici: Palazzo Battagliese e Palazzo Merolla. Entrambi gli edifici, ristrutturati negli ultimi anni con fondi comunali e sovracomunali, sono attualmente in stato di abbandono o inutilizzati.
- Palazzo Battagliese: secondo lo storico locale Peppe Barleri, fu fatto costruire dal giudice napoletano Emiddio Battagliese, che divenne anche sindaco di Marano. Il palazzo fu usato anche come Municipio tra il 1844 e il 1864. Successivamente, fu anche utilizzato dalla Real Arma dei Carabinieri.[34] È diventato parte del patrimonio comunale nel 1998. Destinato ad essere demolito, fu invece salvato grazie alla Soprintendenza ai Beni Architettonici, che stanziò i fondi per ristrutturarlo.
- Palazzo Merolla: ha avuto una sorte simile: fu costruito nella seconda metà dell'800 da Vincenzo Merolla, sindaco di Marano dal 1870 al 1888 (a cui è dedicata anche la via laterale al palazzo). Fu acquisito nel 2000 al patrimonio comunale. Sottoposto a vincolo architettonico, fu ristrutturato e terminato nel 2008. L'acquisto del palazzo è stato oggetto di indagini giudiziarie: è risultato infatti che sia l'acquisto sia il restauro furono frutto di proventi per società colluse con la camorra.[35] Per questo e altri motivi, nel 2020 è stato arrestato e successivamente condannato in primo grado, per concorso esterno in associazione mafiosa, il sindaco ai tempi dell'acquisizione, Mauro Bertini.[36]

### Architetture militari
- Castello Scilla: anch'esso edificato per volere dei sovrani angioini e anch'esso realizzato dagli stessi architetti del ben più celebre Maschio Angioino, ma reso irriconoscibile dalle trasformazioni subite nei secoli, ultima, addirittura, un palazzo realizzato all'interno dello stesso.
- Torre Caracciolo: costruita dagli aragonesi, dalle sue mura si può ammirare il golfo di Napoli e i Campi Flegrei; attualmente è di privati.
- Castello di Monteleone: castello medievale edificato dall'imperatore Federico II di Svevia.

## Società

### Evoluzione demografica
Abitanti censiti

### Etnie e minoranze straniere
Al 31 dicembre 2023 la popolazione straniera era di 1 683 persone, pari al 3,27 % della popolazione.

### Religione

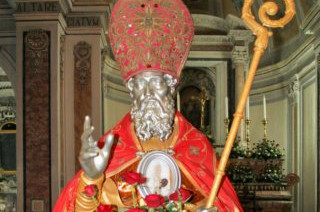
San Castrese

Il santo patrono della città di Marano di Napoli è san Castrese, la cui ricorrenza cade l'11 febbraio.
La venerazione del santo è molto antica, difatti le prime testimonianze del culto e di una chiesa a lui dedicata sono in un documento scritto datato 10 febbraio 942.

## Cultura

### Istruzione

#### Biblioteche
Sul territorio è presente una biblioteca dedicata ai giovani tra i 6 e i 18 anni, la quale ha come scopo quello di avvicinare i giovani alla lettura, e più in generale al mondo della cultura, mediante una serie di attività che spaziano dalla lettura animata, all'ascolto di brani, a laboratori teatrali.

#### Scuole
Dato l'elevato numero di abitanti, Marano possiede numerose scuole materne, elementari e medie. Inoltre vi sono due scuole superiori, il Liceo Classico, delle Scienze Umane e Linguistico "Carlo Levi" e il Liceo Scientifico "Emilio Segrè", che sono punto di riferimento non solo per la città, ma anche per i comuni vicini
.

### Cucina
I prodotti tipici maranesi sono la ciliegie Arecca e i piselli di Santa Croce, che un tempo erano coltivati in maniera massiccia ed esportati in gran parte dell'Italia, mentre oggi la diffusione resiste solo localmente.
- La ciliegia Arecca prende il nome dalla collinetta maranese della Recca dove l'albero cresce fin dal XVI secolo. Tale tipica ciliegia di Marano, che ha un colore rosa-pallido e un frutto duro, carnoso e bianco, compie la maturazione a giugno. Attualmente la coltivazione è limitata poiché, con l'espansione edilizia, molti alberi di ciliegio sono stati abbattuti. Nonostante ciò, per le sue caratteristiche organolettiche che la rendono unica essa ha avuto il riconoscimento del marchio DOP.
- I piselli di Santa Croce prendono il nome dalla località che domina la conca di Quarto, dove erano coltivati. Ricercatissimi per la forma ultrafine e per il sapore dolcissimo, invadevano precocemente i mercati di tutta Italia fino al giorno di San Giuseppe e sparivano quando le altre qualità non erano ancora giunte a maturazione. Sono una coltura molto rara e preziosa per la loro qualità.

### Eventi

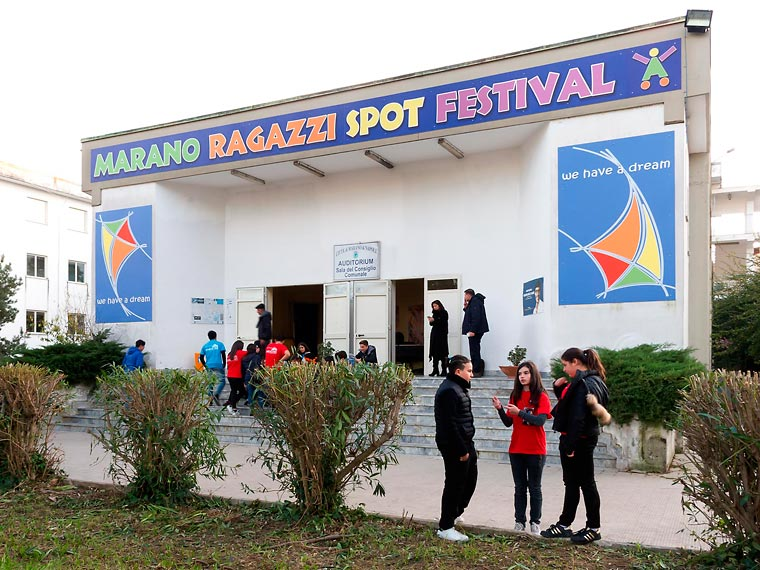
Marano Ragazzi Spot Festival, Auditorium Comunale.

Dal 1998 si svolge a Marano il cosiddetto festival della legalità, il Marano Ragazzi Spot Festival. Patrocinato dall'associazione Libera, dal comune di Napoli, Marano, dal MIUR e da altri soggetti, è il festival internazionale degli spot di pubblicità sociale realizzati da ragazzi nell'ambito delle attività coordinate dal settore Educazione alla legalità dell'ufficio scolastico regionale per la Campania.
Gli spot sono poi proiettati sui monitor delle stazioni della metropolitana di Napoli e inseriti nel palinsesto della pubblicità sociale della Rai ogni anno intorno al 21 marzo per promuovere la giornata della memoria per le vittime delle mafie.

## Geografia antropica

### Frazioni
La città ha cinque frazioni: San Rocco, San Marco, Castello Monteleone (o Belvedere), Torre Piscicelli (o Torre Caracciolo) e Castello Scilla. Di queste la più grande è San Rocco, centro agricolo (per quel che rimane) che ha raggiunto ormai più di cinquemila abitanti. La frazione è servita da autobus ANM della linea 165 (che va dallo stazionamento di via Belvedere, presso la rotonda di Maradona, fino allo stazionamento ospedale Cardarelli, angolo via Pietravalle) e un servizio navetta privata che collega la frazione alla metropolitana di Chiaiano (Napoli).

## Economia
Con l'evoluzione della società, alcuni antichi mestieri tipici di Marano sono andati perduti. Tra questi quello dei “montesi”, che lavoravano nelle cave di tufo della zona, e i “cestai” che lavoravano il legno di castagno o di faggio, facendo uso persino dei denti, per produrre cesti destinati per lo più al lavoro dei campi. Altri artigiani indispensabili per l'andamento dell'economia locale erano i “carrai”, che costruivano e riparavano i carri, e gli “scalari”, la cui attività consisteva nel costruire il cosiddetto “treppiedi”. I “mugnai”, proprietari dei mulini, erano addetti alla macinazione del grano.
Il settore agricolo è particolarmente sviluppato sulla zona collinare. Famosa è la produzione di ciliegie Arecca (o della Recca), mele annurche e piselli.
Per il settore industriale, Marano presenta un'area P.I.P., sorta tra gli anni 90' e gli anni 2000 nell'area di San Rocco (non senza scandali cronachistici per infiltrazioni camorristiche nella sua costruzione), senza tuttavia riuscire ad avere un significativo rilancio del settore.
Le attività commerciali sono diffuse in tutto il territorio comunale, specialmente lungo Corso Italia (che collega Marano a Villaricca), Corso Europa/Umberto/Mediterraneo (ovvero la sezione comunale della via Santa Maria a Cubito) e via San Rocco.

## Infrastrutture e trasporti

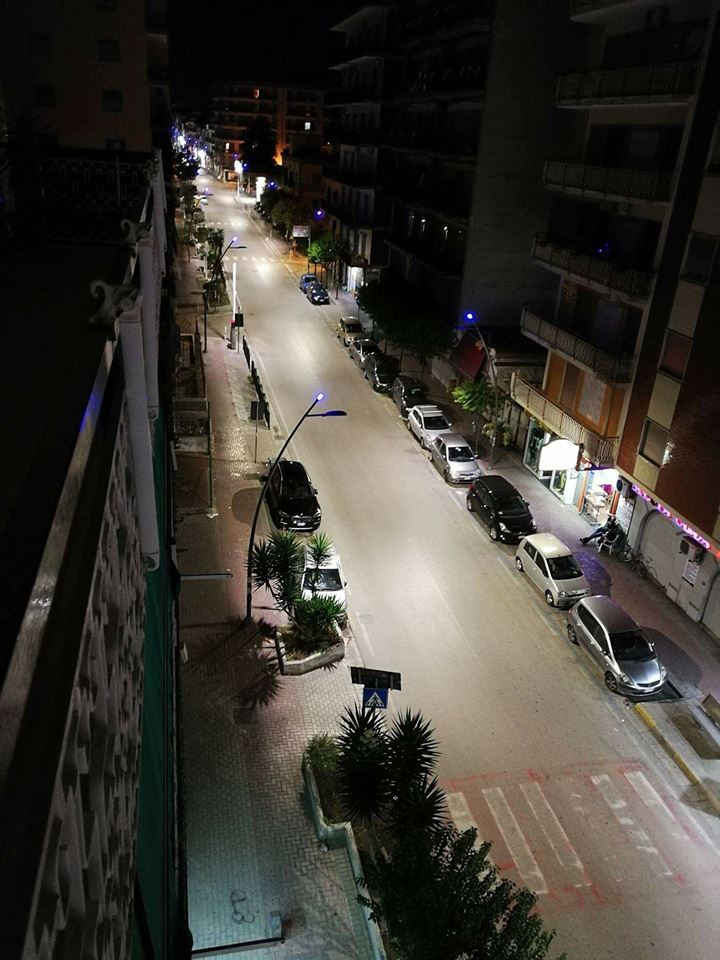
Via Santa Maria a Cubito

### Strade
L'asse viario storicamente più importante è la strada provinciale denominata nel complesso via Santa Maria a Cubito (ma che assume vari nomi lungo il percorso), la quale parte da Capodimonte, nei pressi del Garittone, e giunge a Sessa Aurunca, attraversando tutta Marano.
Dalla seconda metà del XX secolo, sempre più importanza hanno assunto via San Rocco, che collega Marano a Quarto, Qualiano, Licola e da queste località alle strade a scorrimento veloce della provincia settentrionale (SS162 Asse Mediano e SS7quater Domiziana), e Corso Italia, che collegando Marano a Villaricca permette un collegamento con un'altra strada a scorrimento veloce, la SP1 Circumvallazione Esterna di Napoli.
Marano è collegata storicamente sia ai Camaldoli che alla zona di Quarto (che fino al 1948 è stata sua frazione), attraverso varie Cupe e Pendine, ovvero strade di campagna scavate nelle insenature della collina maranese che, per la fitta vegetazione, erano poco illuminate. Queste strade, che scendono verso la conca di Quarto o risalgono i colli attraverso il Tirone di Chiaiano fino a raggiungere la zona dei Colli Aminei e del Vomero di Napoli, oggigiorno per la maggioranza sono in condizioni molto precarie, a forte rischio idrogeologico nonché poco ammodernate. Altro collegamento di Marano con le zone limitrofe è dato da via del Mare e via Marano-Pianura, che collegano la zona bassa di San Rocco fino ai quartieri Pianura e Vomero di Napoli. Anche in questo caso, però, nonostante l'importanza strategica, presentano varie precarietà.

### Mobilità urbana
Il trasporto pubblico è affidato alle autolinee delle compagnie ANM  e EAV che collegano il comune alla periferia del capoluogo e ad altri comuni limitrofi. Inoltre, Marano è provvisto di un proprio servizio di trasporto locale che gestisce le tratte interne.
Gli autobus pubblici di ANM che passano per Marano sono le linee 162 - 165 - 460 - 143 - 144. A Marano si può arrivare prendendo a Napoli centro la linea metropolitana 1, scendendo a Chiaiano, per poi prendere le linee indicate, tranne la 143 e la 144 che fanno il percorso nella zona dei Camaldoli.
Nel confinante comune di Quarto è presente anche un collegamento ferroviario a molta distanza dal centro di Marano, non raggiungibile con le autolinee in zona, presso la stazione FS Quarto - Marano.

### Ferrovie e tranvie
Fra il 1902 e il 1960 la città era collegata con Napoli mediante un'apposita diramazione delle tranvie di Capodimonte; fra il 1913 e il 1975 era inoltre presente in via Falcone la stazione di Marano lungo la ferrovia Alifana. A partire dagli anni 1980, il vecchio tracciato della ferrovia è stato convertito in un asse viario parallelo alla via Santa Maria a Cubito.
Era in via di progettazione nel corso degli anni 2000 una metropolitana leggera, denominata MicroMetrò, il cui percorso si sarebbe dovuto sviluppare da Villaricca, passando per Mugnano, Calvizzano, Marano e terminando alla fermata di Piscinola della Linea 1 della metropolitana di Napoli. Tuttavia, i fondi già stanziati per il MicroMetrò furono spostati per terminare il prolungamento della Linea 1.
Nel dicembre 2022 è stato approvato dalla città metropolitana di Napoli il nuovo Piano Urbano della Mobilità Sostenibile, che prevede la progettazione di un collegamento, con bus o una tramvia a sede riservata, detta Gronda Ovest, che dalla stazione di Chiaiano della Linea 1 potrebbe passare per i comuni di Mugnano di Napoli, Marano di Napoli, Calvizzano, Villaricca, Qualiano e Giugliano in Campania, fino alla stazione di Licola della Circumflegrea.
Il 28 gennaio 2025 è stato presentato il piano del Comune e della Città Metropolitana di Napoli per il potenziamento del trasporto rapido di massa, e tra i progetti presentati da far finanziare al Ministero dei Trasporti è stato riproposto il progetto "Gronda Ovest" come monorotaia sopraelevata che da Scampia segue il tragitto della Circumvallazione Esterna di Napoli e collega direttamente Mugnano di Napoli, Villaricca, Giugliano in Campania e Qualiano e indirettamente Melito di Napoli, Marano di Napoli e Calvizzano.

## Amministrazione

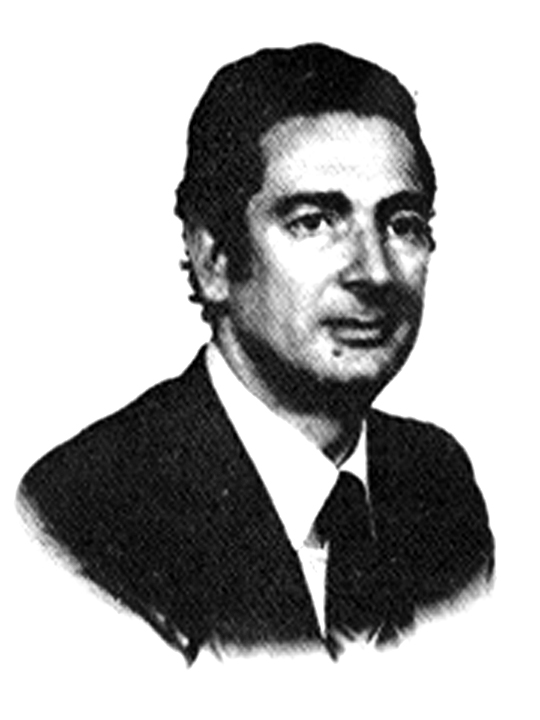
Salvatore Sica, sindaco di Marano dal 1957 al 1958 e dal 1962 al 1963

| Periodo           | Periodo           | Primo cittadino                                    | Partito                | Carica                    | Note |
| ----------------- | ----------------- | -------------------------------------------------- | ---------------------- | ------------------------- | --- |
| 3 ottobre 1946    | 9 marzo 1948      | Angelo Orlando                                     | PCI                    | Sindaco                   | [ 51 ] [ 52 ] [ 53 ]                                                                                                 |
| 9 marzo 1948      | 28 novembre 1948  | Alberto Arcamone                                   | -                      | Commissario               | Commissario prefettizio anche di Quarto Flegreo                                                                      |
| 28 novembre 1948  | 25 gennaio 1953   | Gennaro Cavallo                                    | DC-PNM                 | Sindaco                   | [ 51 ] |
| 25 gennaio 1953   | luglio 1956       | Angelo Orlando                                     | PCI                    | Sindaco                   | Dimissionario. Succeduto da Commissario prefettizio                                                                  |
| 13 aprile 1957    | giugno 1958       | Salvatore Sica                                     | DC                     | Sindaco                   | [ 51 ] |
| giugno 1958       | 8 dicembre 1960   | Mario Liguori                                      | -                      | Commissario               | [ 51 ] [ 57 ] [ 58 ]                                                                                                 |
| 9 dicembre 1960   | 1º settembre 1962 | Raffaele Iorio                                     | Indipendente (PCI-PSI) | Sindaco                   | Elezioni annullate                                                                                                   |
| 2 settembre 1962  | 17 luglio 1963    | Salvatore Sica                                     | DC                     | Sindaco                   | [ 51 ] |
| 18 luglio 1963    | 18 luglio 1963    | Gaetano Accongiagioco                              | PSI                    | Sindaco                   | Parente di Lorenzo Nuvoletta e di Antonio Orlando. Destituito dal prefetto. Commissario prefettizio dal 1963 al 1966 |
| 5 settembre 1966  | 1969              | Vittorio Emanuele Orlando                          |                        | Sindaco                   | [ 51 ] |
| 1969              | 4 agosto 1970     | Nestore Fasano                                     | -                      | Commissario               | [ 51 ] |
| 5 agosto 1970     | 17 febbraio 1974  | Raffaele Iorio                                     | DC                     | Sindaco                   | [ 51 ] [ 62 ] |
| 18 febbraio 1974  | 27 dicembre 1974  | Raffaele Iorio                                     | DC                     | Sindaco                   | [ 51 ] [ 62 ] |
| 27 dicembre 1974  | 24 settembre 1975 | Antonio Cesaro                                     | DC                     | Sindaco                   | [ 51 ] [ 62 ] |
| 24 settembre 1975 | 16 ottobre 1976   | Giuseppe Carandente Giarrusso                      | PCI                    | Sindaco                   | Successivamente sindaco di Calvizzano (1986-1987)                                                                    |
| 16 ottobre 1976   | maggio 1979       | Antonio Cesaro                                     | DC                     | Sindaco                   | [ 51 ] [ 62 ] [ 65 ] [ 66 ]                                                                                          |
| maggio 1979       | 3 settembre 1980  | Salvatore Sica                                     | DC                     | Sindaco                   | Cugino omonimo del senatore                                                                                          |
| 4 settembre 1980  | 9 agosto 1990     | Raffaele Credentino                                | DC                     | Sindaco                   | Eletto per due consiliature                                                                                          |
| 9 agosto 1990     | 16 gennaio 1991   | Antonio Spinosa                                    | DC                     | Sindaco                   | [ 72 ] |
| 16 marzo 1991     | 30 luglio 1991    | Carlo Di Lanno                                     | DC                     | Sindaco                   | Scioglimento del consiglio comunale                                                                                  |
| 30 settembre 1991 | 28 ottobre 1991   | Roberto Amato, Giuseppe Canale, Ugo Del Matto      | -                      | Commissione straordinaria | [ 72 ] |
| 29 ottobre 1991   | 18 settembre 1992 | Roberto Amato, Giuseppe Canale, Enrico Della Gatta | -                      | Commissione straordinaria | [ 72 ] |
| 19 settembre 1992 | 6 dicembre 1993   | Francesco Malvano, Giuseppe Canale, Paola Basilone | -                      | Commissione straordinaria | [ 72 ] |

### Elezione diretta del sindaco (dal 1993)
| Periodo          | Periodo          | Primo cittadino                                                    | Partito           | Carica                    | Note                                                                        |
| ---------------- | ---------------- | ------------------------------------------------------------------ | ----------------- | ------------------------- | --------------------------------------------------------------------------- |
| 6 dicembre 1993  | 25 marzo 1996    | Mauro Bertini                                                      | RC                | Sindaco                   | Dimissionario                                                               |
| 25 marzo 1996    | 2 dicembre 1996  | Giovanni Cirillo                                                   | -                 | Commissario               | [ 72 ]                                                                      |
| 2 dicembre 1996  | 13 maggio 2001   | Mauro Bertini                                                      | RC                | Sindaco                   | [ 72 ]                                                                      |
| 13 maggio 2001   | 27 luglio 2004   | Mauro Bertini                                                      | RC                | Sindaco                   | Scioglimento del consiglio comunale                                         |
| 28 luglio 2004   | 17 dicembre 2004 | Maria Gabriella Pazzanese, Gateano Piccolella, Francesco Ricciardi | -                 | Commissione straordinaria | [ 72 ]                                                                      |
| 18 dicembre 2004 | 30 maggio 2006   | Mauro Bertini                                                      | RC                | Sindaco                   | Scioglimento annullato                                                      |
| 30 maggio 2006   | 20 giugno 2011   | Salvatore Perrotta                                                 | DS                | Sindaco                   | [ 72 ]                                                                      |
| 20 giugno 2011   | 11 aprile 2012   | Mario Cavallo                                                      | PD                | Sindaco                   | Sostituito dal 28 febbraio al 5 marzo 2012 da Gaetano Bonelli (vicesindaco) |
| 11 aprile 2012   | 13 giugno 2013   | Gabriella Tramonti                                                 | -                 | Commissario               | [ 72 ]                                                                      |
| 13 giugno 2013   | 24 maggio 2016   | Angelo Liccardo                                                    | FI                | Sindaco                   | Dimissionario                                                               |
| 24 maggio 2016   | 30 dicembre 2016 | Franca Fico                                                        | -                 | Commissario               | Scioglimento del consiglio comunale                                         |
| 30 dicembre 2016 | 7 novembre 2018  | Maria Ludovica De Caro, Francesco Greco, Antonio Reppucci          | -                 | Commissione straordinaria | [ 72 ]                                                                      |
| 7 novembre 2018  | 17 giugno 2021   | Rodolfo Visconti                                                   | PD                | Sindaco                   | Scioglimento del consiglio comunale                                         |
| 21 giugno 2021   | 29 maggio 2023   | Gerardina Basilicata, Giuseppe Garramone, Valentino Antonetti      | -                 | Commissione straordinaria | [ 72 ]                                                                      |
| 29 maggio 2023   | in carica        | Matteo Morra                                                       | Lista civica (PD) | Sindaco                   | [ 72 ]                                                                      |

## Sport

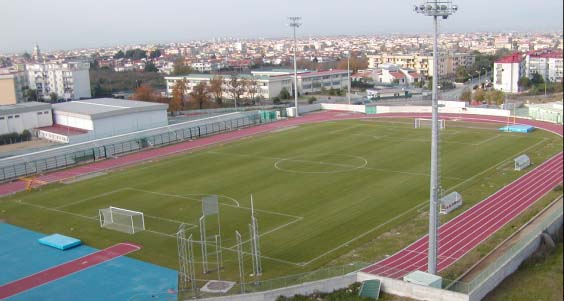
Stadio Salvatore Nuvoletta

Nonostante la grande popolazione, Marano non ha mai avuto una squadra professionistica in ambito calcistico: il massimo risultato raggiunto è stata la partecipazione dell'Internapoli, che nel 2011 aveva spostato la sua sede a Marano, al campionato di Serie D nella stagione 2011-2012. Al termine della stagione, conclusa con la salvezza, spostò la sua sede a Pozzuoli per ridare vita alla Puteolana. 
Nella stagione 2023-2024, l'unica squadra di calcio maschile a rappresentare la città è stato il Real Marano, iscritto al girone E di Seconda Categoria. La squadra gioca le proprie partite in casa al "Complesso Sportivo Kennedy" di Napoli. Un'altra compagine, l'Atletico Marano, ha partecipato negli ultimi anni ai campionati regionale Under-18 e Under 19, giocando le proprie gare casalinghe presso il campo "Il Nuovo Grillo" di via Pigno. Altre squadre che in passato hanno rappresentato la città sono state la Boys Marano, la Polisportiva Marano e il Real San Rocco Marano, quest'ultima vanta nel suo palmarès la vittoria di un campionato di Seconda Categoria. 
Nella stagione 2024-2025, il Real Marano, inserito nel girone B di Seconda Categoria, termina il campionato al quarto posto, venendo eliminato in semifinale playoff. L'altra compagnie calcistica che rappresente la città è l'Atletic Football Club 2022, iscritta al campionato di Prima Categoria che, al termine della stagione, retrocede in Seconda Categoria perché arrivata ultima nel girone B di appartenenza.
Nel comune ha sede la società A.S.D. Grande Napoli Rugby, dedita appunto al rugby.
Nel 2004, la Società Sportiva Calcio Napoli, ancora senza centro d'allenamento, si allenò nell'allora neonato stadio comunale "Salvatore Nuvoletta".

### Impianti sportivi
A Marano hanno sede: un palazzetto dello sport chiamato PalaMarano; uno stadio comunale chiuso e da tempo inutilizzato dotato di pista di atletica, dedicato alla memoria del carabiniere Salvatore Nuvoletta, situato adiacente al PalaMarano in via Giovanni Falcone; un campo in erba sintetica in via Padreterno; e un bocciodromo in via San Rocco. Lo stadio comunale è tuttora chiuso al pubblico e si presenta devastato in vari punti.